# Hermann Wilke (Maler)
Hermann Wilke (* 13. Februar 1876 in Braunschweig; † 24. Januar 1950 ebenda) war ein deutscher politischer Karikaturist, Zeichner und Grafiker. Er ist der jüngere Bruder der Karikaturisten Rudolf und Erich Wilke.

## Leben und Werk
Hermann Wilke war eines von sechs Kindern des Zimmermanns Johannes Wilke und dessen Ehefrau aus dem Dorf Volzum, südöstlich von Braunschweig. Er machte zunächst eine Ausbildung zum Zimmermann und studierte Maschinenbau an der TH Braunschweig. Während seines Studiums wurde er 1897 Mitglied der Braunschweiger Burschenschaft Alemannia. Nach seinem Studium war er als Ingenieur tätig, unter anderem drei Jahre bei den Düsseldorfer Eisenwerken, ab 1901 in England und von 1903 bis 1905 in den USA.
Als Maler und Zeichner war er Autodidakt.
Von 1919 bis zur Einstellung der Zeitschrift Ende 1920 arbeitete Wilke für den satirischen Braunschweiger Eulenspiegel. In den 1930er und 40er Jahren war Wilke hauptsächlich als freier Mitarbeiter verschiedener Zeitungen und Zeitschriften tätig. Er war unter anderem ständiger Mitarbeiter der in Berlin erschienenen satirischen Zeitschrift Ulk und zwischen 1946 und 1949 bei der in Ostberlin erschienenen satirischen Zeitschrift Frischer Wind. Er arbeitete ebenfalls als Illustrator zahlreicher Bücher.